# Cổ
Cổ là một phần của cơ thể, thường có ở các động vật có xương sống, là nơi bắt đầu của cột sống, phân biệt phần đầu và phần thân.
- Phần cổ (cervical): 7 đốt sống (C1–C7)
  - C1 được gọi là "atlas" và nâng đỡ đầu, C2 là "trục", và C7 là đốt sống cổ nhỏ hay đốt sống cổ thứ 7.[1]
  - Quá trình hình thành gai đốt sống chẻ đôi không ở C1 và C7
  - Chỉ có đốt sống cụt có lỗ ngang
  - Thân nhỏ